# Godfried II van Penthièvre
Godfried II van Penthièvre bijgenaamd Boterel (overleden in 1148) was van 1120 tot aan zijn dood graaf van Penthièvre. Hij behoorde tot het huis Rennes.

## Levensloop
Godfried II was de oudste zoon van graaf Stefanus I van Penthièvre uit diens huwelijk met Havoise, vermoedelijk een dochter van graaf Theobald III van Blois.
In 1118 kwam hij in opstand tegen zijn vader omdat hij een deel van de erfenis opeiste. Om Godfried tevreden te stellen, schonk zijn vader hem in 1120 Penthièvre, Lamballe en Moncontour.
Tijdens zijn bewind liet Godfried II het kasteel van Moncontour bouwen en stichtte hij op 3 februari 1137 de Cisterciënzersabdij van Saint-Aubin-des-Bois, een dochterabdij van de Abdij van Bégard.
In 1148 stierf Godfried II van Penthièvre. Hij werd opgevolgd door zijn zoons Stefanus II en Rivallon.

## Nakomelingen
Hij was gehuwd met Havoise, dochter van Jan I van Dol (overleden in 1092), heer van Combourg en bisschop van Dol-de-Bretagne. Ze kregen twee zonen:
- Stefanus II (overleden in 1164), graaf van Penthièvre
- Rivallon (overleden in 1152), graaf van Penthièvre